# Olli Pekka Karjalainen
Olli Pekka Karjalainen (Finlandia, 7 de marzo de 1980) es un atleta finlandés especializado en la prueba de lanzamiento de martillo, en la que ha logrado ser campeón europeo en 2006.

## Carrera deportiva
En el Campeonato Europeo de Atletismo de 2006 ganó la medalla de oro en el lanzamiento de martillo, llegando hasta los 80.84 metros, superando al bielorruso Vadim Devyatovskiy (plata con 80.76 m) y al alemán Markus Esser (bronce). Acabó segundo, pero se proclamó campeón en 2014, ya que la IAAF decidió despojar a Ivan Tskikhan, de Bielorrusia, de la medalla de oro por dopaje. Karjalainen fue condecorado con la medalla de oro en una ceremonia organizada en el encuentro internacional de atletismo Finlandia-Suecia 2014 en Helsinki.